# Bosanski Petrovac (kommun)
Kommunen Bosanski Petrovac (bosniska: Općina Bosanski Petrovac, kyrillisk skrift: Општина Босански Петровац) är en kommun i kantonen Una-Sana i nordvästra Bosnien och Hercegovina. Kommunen hade 7 328 invånare vid folkräkningen år 2013, på en yta av 742,60 km².
Av kommunens befolkning är 54,53 % serber, 43,38 % bosniaker, 0,53 % muslimer och 0,35 % kroater (2013).